# Provincia di Barletta-Andria-Trani
La provincia di Barletta-Andria-Trani è una provincia italiana della Puglia di 376 680 abitanti, istituita l'11 giugno 2004, e divenuta operativa nel giugno 2009 con l'elezione del primo consiglio provinciale; ha come capoluogo le città di Barletta, Andria e Trani.
È costituita da 10 comuni. È la penultima provincia più popolosa della Puglia e la 53ª in Italia.

## Geografia fisica

### Territorio

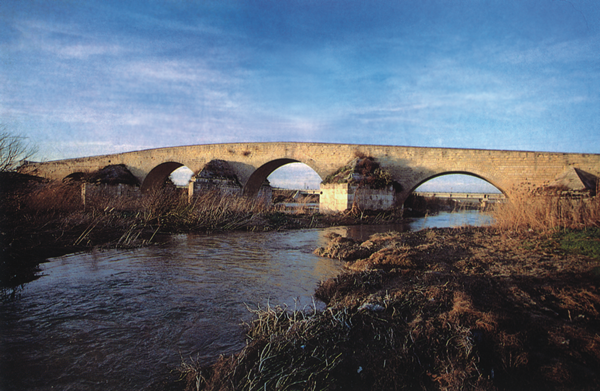
Ponte romano sul fiume Ofanto a Canosa di Puglia

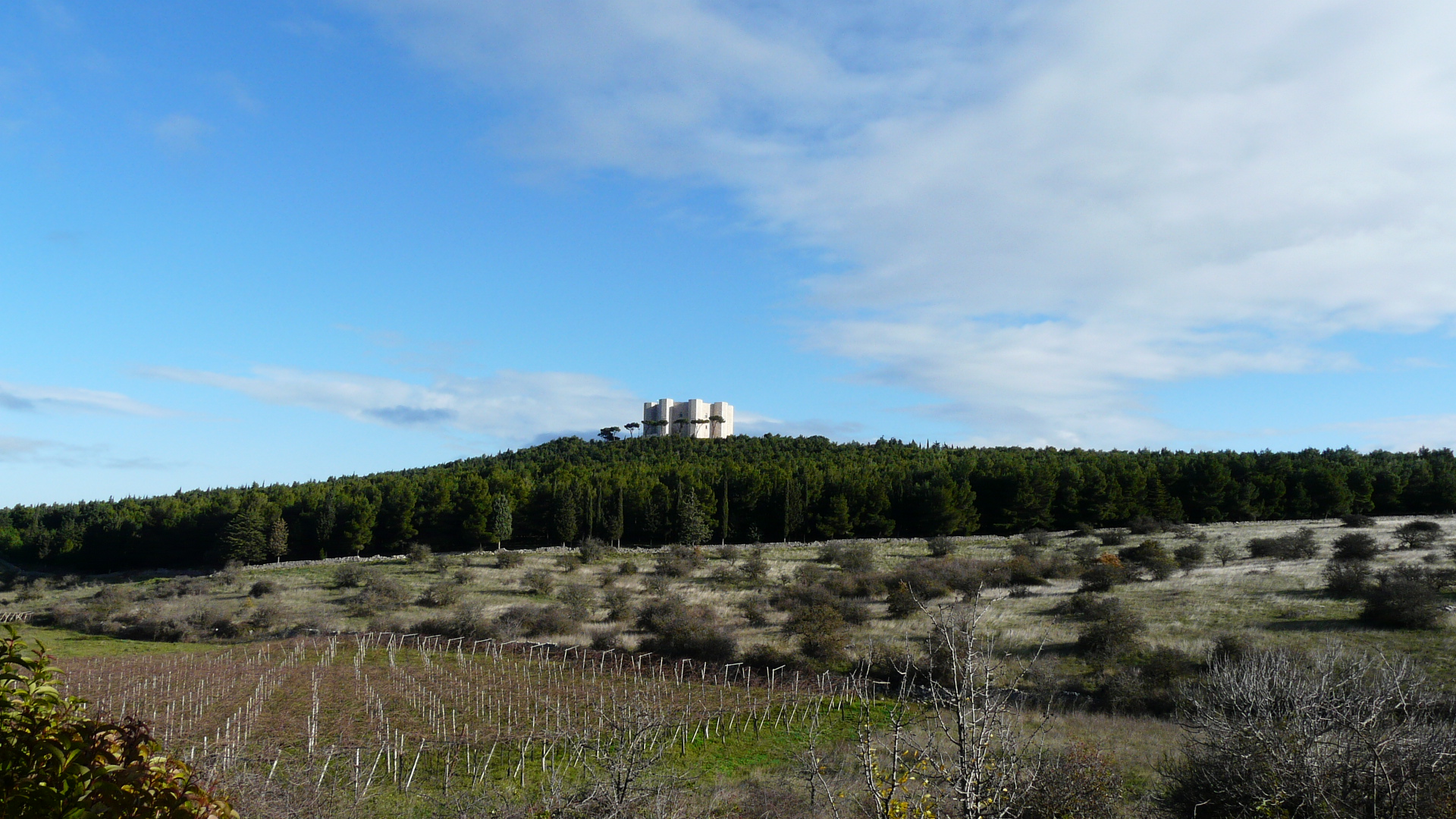
Murge in territorio di Andria e Castel del Monte

Confina a nord-ovest con la provincia di Foggia, a nord-est con il mare Adriatico, a est con la città metropolitana di Bari, a sud con la provincia di Potenza (Basilicata). Il territorio si estende per 1.543 km² e si presenta prevalentemente pianeggiante e collinare. Comprende la bassa valle dell'Ofanto a cavallo tra il sud del Tavoliere e il nord della terra di Bari.
Nell'entroterra il paesaggio è costituito da leggere ondulazioni e avvallamenti, con fenomeni carsici superficiali rappresentati dai puli e inghiottitoi. Il parco nazionale dell'Alta Murgia ne è massimo esempio. Ne fanno parte i comuni di Andria per i suoi 12.000 ettari, Minervino Murge per i suoi 7.481 ettari e Spinazzola per i suoi 3.944 ettari.
La costa, lunga circa 45 km e bagnata dal Mare Adriatico, presenta caratteristiche diverse man mano che si procede da nord verso sud: è prevalentemente sabbiosa nei territori di Margherita di Savoia e di Barletta, bassa e rocciosa da Trani a Bisceglie.

### Orografia
L'entroterra è caratterizzato da rilievi murgiani (Murge di Nordovest) che, procedendo verso la provincia di Foggia, digradano dolcemente verso la Valle dell'Ofanto.
Il punto più alto è il Monte Caccia (679 m s.l.m.), che costituisce anche il rilievo maggiore dell'intero altopiano murgiano.

### Idrografia
È attraversata dall'Ofanto, il fiume più lungo della regione, che prima dell'istituzione della provincia segnava il confine tra quelle di Foggia e Bari. Altri corsi d'acqua, di portata minore, sono di carattere torrentizio e sono per lo più affluenti dell'Ofanto.

### Clima
Il clima è quello tipico mediterraneo, con caratteristiche più continentali nelle zone interne: le estati si presentano calde e secche e possono risentire delle correnti calde africane, che contribuiscono a creare aria afosa e ad innalzare le temperature sopra le medie stagionali, ben oltre i 35°; gli inverni sono prevalentemente piovosi con episodi nevosi sui rilievi e sporadicamente anche sulle coste.

## Storia

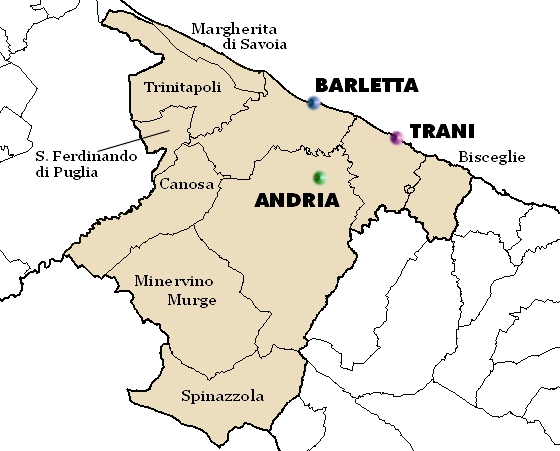
Mappa dei comuni facenti parte della Provincia di Barletta-Andria-Trani

### Costituzione della provincia
La provincia, sesta della Puglia, è stata istituita, insieme a quelle di Fermo e di Monza e della Brianza, il 11 giugno 2004 con Legge n. 148.
Vi aderirono sette comuni sino ad allora appartenenti alla provincia di Bari e tre della provincia di Foggia. Il progetto di legge prevedeva l'adesione di altri due comuni, Corato e Ruvo di Puglia (BA), che ritirarono il proprio consenso durante l'iter parlamentare. Nel 2006 è stata definita con Decreto del presidente della Repubblica la sigla di individuazione della nuova provincia, BT.
Un commissario governativo nominato dal ministro dell'Interno curò gli adempimenti necessari all'istituzione dell'ente sino alle prime elezioni provinciali, tenute il 6 e 7 giugno 2009 in concomitanza con il rinnovo del consiglio provinciale di Bari. Primo presidente eletto fu il sindaco di Canosa di Puglia Francesco Ventola, candidato del PDL, che superò il candidato del centrosinistra, l'allora sindaco di Barletta Francesco Salerno.
Il 1º settembre 2009 si è insediato il primo prefetto, Carlo Sessa. L'immobile sede della Prefettura è il Real Monte di Pietà a Barletta.

### Simboli

Gonfalone della provincia

Lo stemma provinciale è stato approvato a giugno 2010, su proposta dell'Ufficio Araldica del Consiglio dei Ministri, dopo che il consiglio provinciale aveva scartato tutti i progetti finalisti del concorso per la sua ideazione ed è stato concesso insieme al gonfalone e la bandiera con decreto del presidente della Repubblica del 3 novembre 2010.
Stemma
Gonfalone
Bandiera

### La mancata ipotesi della "cittadella" e la distribuzione degli uffici
La scelta dell'ubicazione degli uffici provinciali ha creato non poche controversie tra le tre città capoluogo.
Inizialmente si era pensato di dislocarli in un unico centro amministrativo, diverso dai tre capoluoghi.
Gli uffici della provincia dovevano essere solo provvisoriamente distribuiti nei tre comuni capoluogo in attesa di trasferimento definitivo in quella che sarebbe stata una "cittadella degli uffici", un vero e proprio centro amministrativo del nuovo ente, equidistante dai tre comuni capoluogo.
Il progetto è stato però accantonato a causa degli eccessivi costi e tempi di realizzazione.
Si è pertanto ritornati alla distribuzione tra le tre città.
Con D.P.C.M. del 16/11/2007 sono stati assegnati alcuni tra i più importanti uffici provinciali alle tre città capoluogo.
A conferma di quanto sopra, in data 6 dicembre 2007 fu diramato dal governo il documento di individuazione degli uffici del nuovo ente con una prima ripartizione a cui si aggiungeva la scelta della conferenza dei sindaci di individuare la sede provvisoria del Consiglio Provinciale di Barletta-Andria-Trani presso l'Istituto Tecnico Agrario di Andria, in attesa che le decisioni definitive venissero adottate da parte del Consiglio Provinciale attraverso l'approvazione dello Statuto.
Con D.P.R. 25/6/2008 sono stati definiti i 30 collegi elettorali della nuova provincia.

### Statuto provinciale, uffici ed assessorati
Lo statuto provinciale, approvato il 21 maggio 2010 con maggioranza relativa, ha individuato la sede legale (provvisoria) della provincia nella città di Andria. Il primo emendamento, denominato La Provincia-Territorio sostitutivo dell'articolo 1 dello statuto della provincia di Barletta-Andria-Trani, assegna Presidenza, Giunta e Consiglio provinciale a Barletta in quanto polo politico istituzionale, Prefettura e Questura ad Andria in quanto polo dell'ordine e della sicurezza pubblica, mentre il polo giuridico, finanziario, culturale, scientifico e turistico è la città di Trani. L'emendamento all'articolo 2 dello statuto assegna la sede legale della Provincia di Barletta-Andria-Trani ad Andria in attesa dell'attuazione del primo emendamento, in quanto nel rispetto del policentrismo funzionale non potranno coincidere questi poli nelle rispettive città, vista l'attuale ubicazione della Prefettura a Barletta presso l'immobile di proprietà privata Real Monte di Pietà. In definitiva, per non scorporare Presidenza, Giunta e Consiglio provinciale dalla Sede Legale, queste saranno ubicate ad Andria presso l'immobile dell'Istituto Tecnico Agrario di proprietà dell'ente.
A giugno 2024 la divisione degli uffici nei 3 comuni co-capoluogo è la seguente:
- Barletta: Prefettura - Ufficio Territoriale del Governo, Comando provinciale della Guardia di Finanza, Agenzia delle entrate, INAIL, CONI, Comitato provinciale della Protezione Civile, Comando provinciale dei Vigili del Fuoco, Ufficio Scolastico Provinciale[19], Camera di Commercio di Bari-Barletta, Archivio di Stato sede di Barletta.
- Andria: Sede legale, Presidenza, Giunta, Consiglio provinciale, INPS (sede provinciale), Questura, ASL[20].
- Trani: Comando provinciale dei Carabinieri, Procura della Repubblica, Soprintendenza BT-FG[21], uffici provinciali di area tecnica, Archivio di Stato sede di Trani.

## Società
La tabella seguente riporta l'evoluzione del numero dei residenti nella provincia dal 2001 al 2015:
| Anno | Residenti | Variazione |
| ---- | --------- | ---------- |
| 2001 | 383.122   |            |
| 2002 | 384.293   | 0,3%       |
| 2003 | 386.489   | 0,6%       |
| 2004 | 387.645   | 0,3%       |
| 2005 | 387.997   | 0,1%       |
| 2006 | 388.330   | 0,1%       |
| 2007 | 390.010   | 0,4%       |
| 2008 | 390.925   | 0,2%       |
| 2009 | 391.506   | 0,1%       |
| 2010 | 392.863   | 0,3%       |
| 2015 | 393.354   |            |

### Etnie e minoranze straniere
Al 1 gennaio 2019 nel territorio provinciale risultano essere iscritti 11 191 stranieri.

### Lingue e dialetti
La provincia di Barletta-Andria-Trani ha vari tipi di dialetti, tutti appartenenti al gruppo meridionale intermedio:
- il dialetto apulo-barese, benché con le dovute e minime varianti locali, comunemente utilizzato nell'area dei comuni di Andria, Bisceglie, Minervino Murge e Trani;
- una variante linguistica dei dialetti pugliesi centro-settentrionali, che risente, per posizione geografica, delle influenze tanto del dialetto apulo-barese quanto di quello apulo-dauno, rintracciabile nelle città di Barletta, Margherita di Savoia, Canosa di Puglia, San Ferdinando di Puglia e Spinazzola;[23]
- il dialetto apulo-dauno, utilizzato per lo più nel comune di Trinitapoli.

## Economia

### Turismo

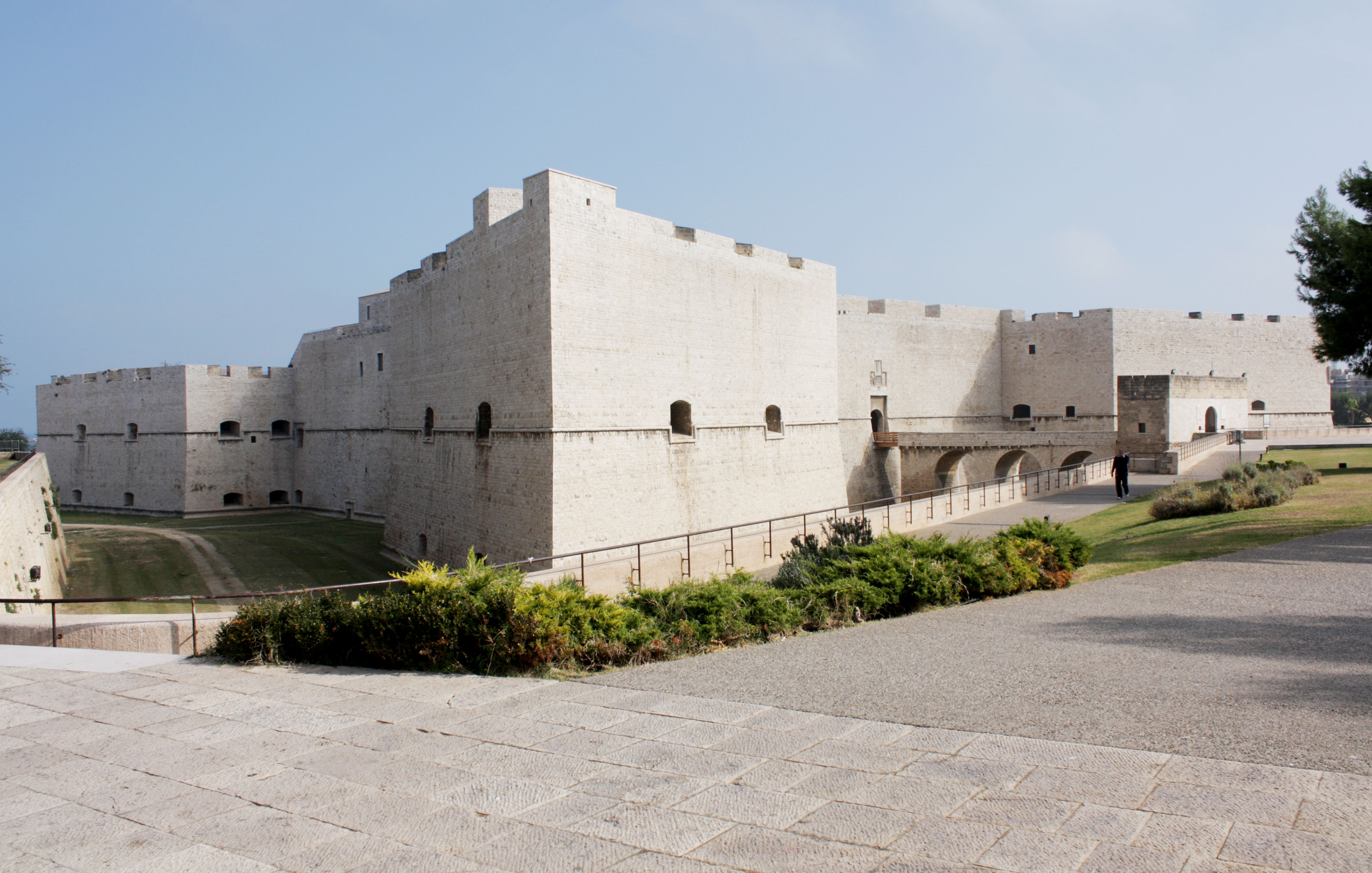
Castello di Barletta

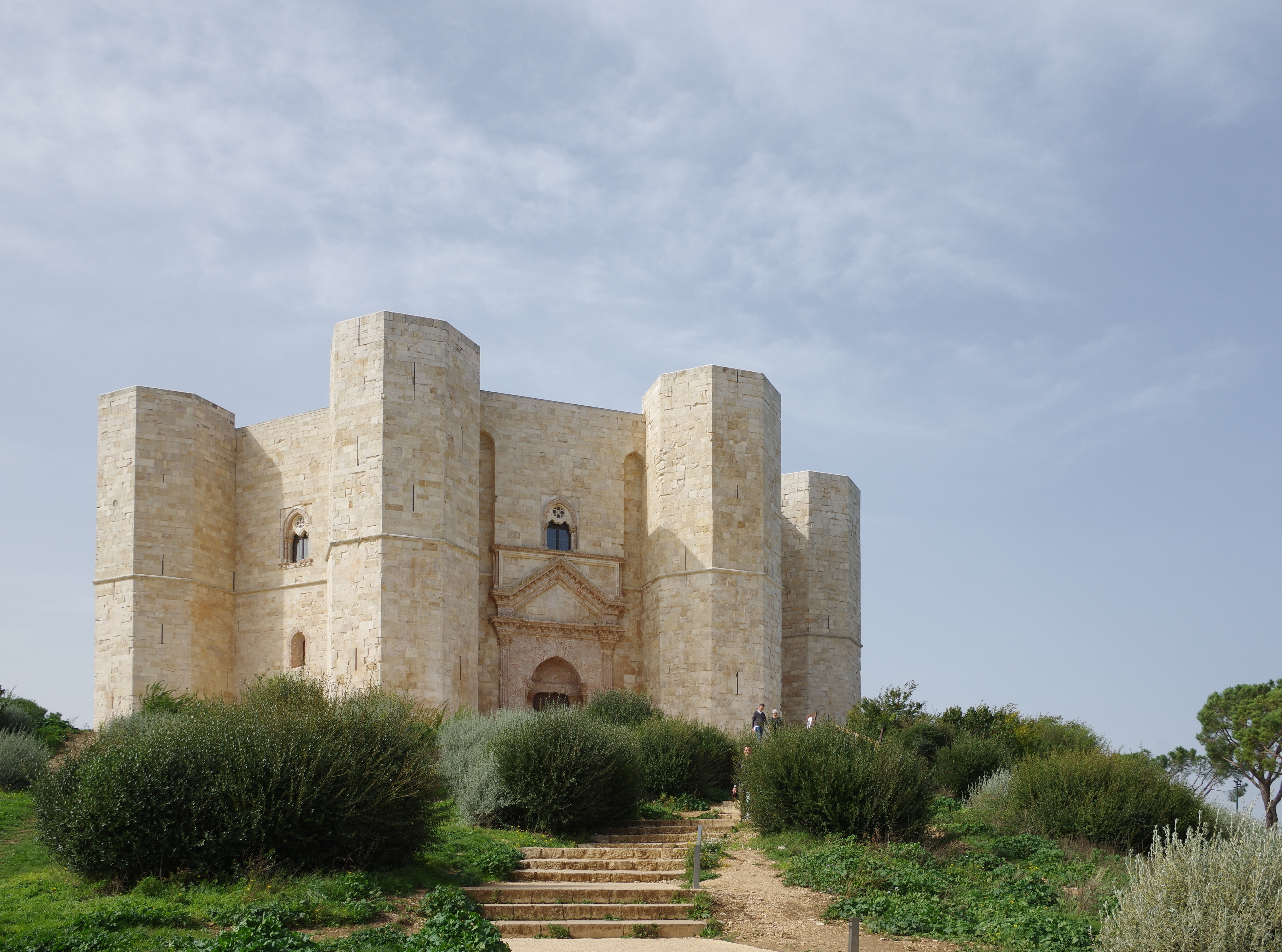
Castel del Monte ad Andria

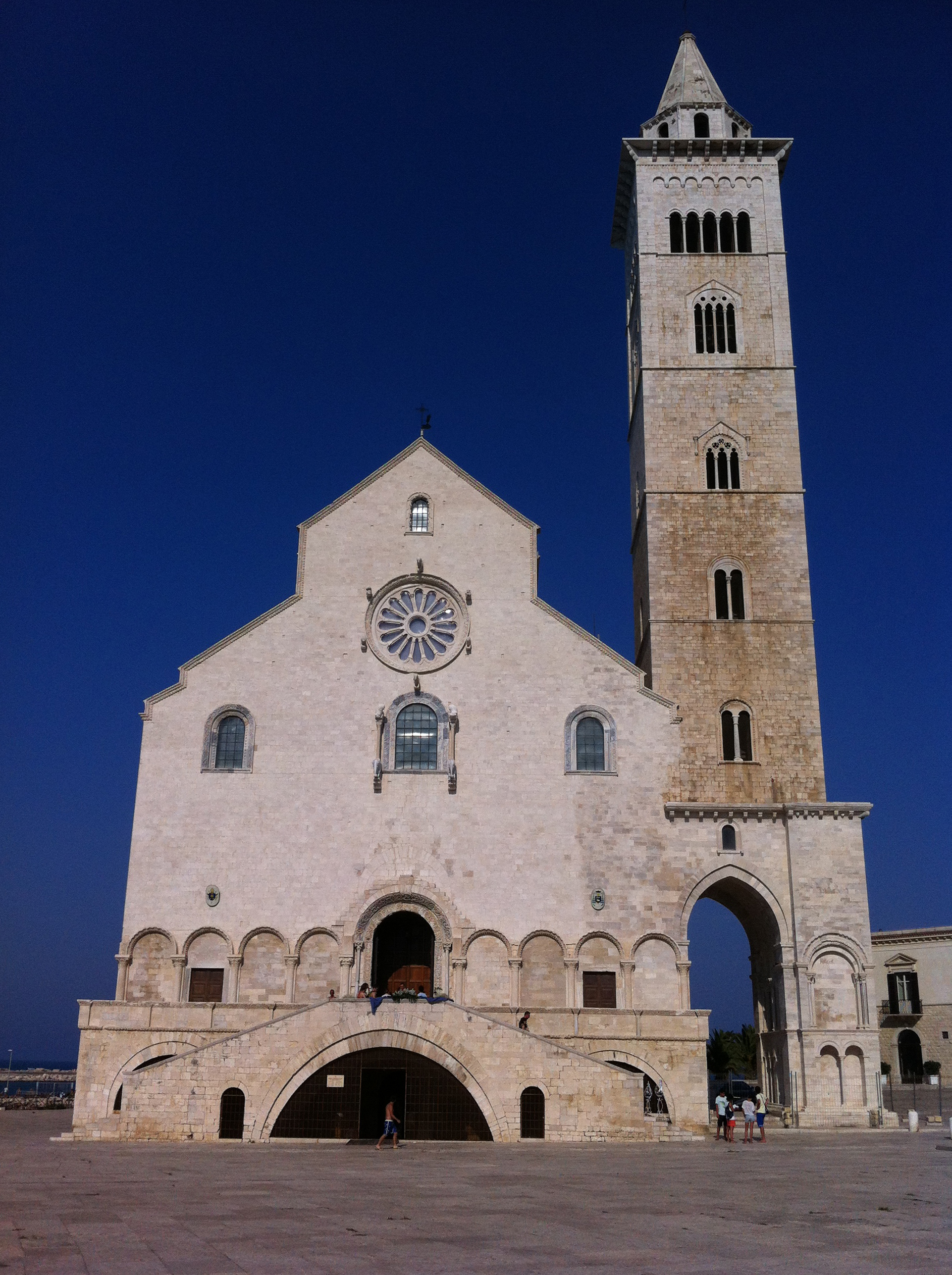
Cattedrale di Trani

Questa parte di Puglia fu molto cara a Federico II di Svevia, motivo per cui si è soliti indicarla come la "Puglia Imperiale". Le tracce che ha lasciato l'imperatore sono tantissime; notevole la presenza dei castelli federiciani. Si succedettero numerose dinastie: dai normanni agli svevi e agli angioini. Da non dimenticare l'importanza anche in epoca romana e pre-romana testimoniata dai reperti.
- Barletta, dichiarata città d'arte[24] dalla Regione Puglia nel 2005[25], conserva il Colosso, statua di rilevanti dimensioni risalente al V secolo che raffigura probabilmente l'imperatore romano Teodosio II, nonostante sia nota localmente con l'errata denominazione di Eraclio. Il Castello cittadino ospitante il Museo civico costituisce con la vicina Cattedrale di Santa Maria Maggiore un polo storico-architettonico di rilevante importanza, anche a causa del susseguirsi delle diverse dominazioni che vi hanno donato nei secoli l'attuale stato. Il Palazzo della Marra, sede della Pinacoteca De Nittis, ospita permanentemente le opere del pittore barlettano nonché mostre temporanee. Il sito archeologico di Canne della Battaglia, in cui vi fu la disfatta dei Romani da parte del generale cartaginese Annibale, oltre il rudere della cittadina medioevale, ospita anche il museo.
- La Cattedrale di Andria, dedicata all'Assunta, di arte romanica del 1200, ospita nella cripta la sepoltura di due mogli dell'imperatore Federico II di Svevia: Isabella d'Inghilterra e Jolanda di Brienne. Interessanti nel centro storico la porta Sant'Andrea[26], sulla quale fu scolpito il motto attribuito all'imperatore Federico II: «Andria fidelis, nostri affixa medullis; absit, quod Federicus sit tui muneris iners, Andria, vale, felix omnisque gravaminos expers», il portale della chiesa di Sant'Agostino costruita dai benedettini e appartenuta tra gli altri ai Cavalieri templari[27], il Palazzo Ducale e la Torre dell'Orologio[28], costruita all'epoca di Francesco II del Balzo durante il dominio Angioino. Celebre monumento all'interno del Parco Nazionale dell'Alta Murgia nel territorio di Andria, Castel del Monte, costruito da Federico II di Svevia, sulla cima di una collina nei pressi del Monastero di Santa Maria del Monte già appartenuto al territorio di Trani[29]; è stato dichiarato Patrimonio dell'Umanità dall'UNESCO ed è raffigurato sulla moneta da 1 centesimo di euro, ha varie peculiarità architettoniche e geometriche.
- La città di Trani, "perla dell'Adriatico", è città del mare e del diritto con i suoi Ordinamenta maris. La rilevanza storica e artistica[30] del borgo antico e di monumenti quali la cattedrale romanica e il castello svevo hanno reso a Trani il riconoscimento di città d'arte[31]. La Cattedrale, dedicata al patrono san Nicola Pellegrino, è uno dei più rappresentativi e pregevoli esempi di architettura romanica pugliese[32]; è ubicata in posizione isolata vicino al mare, tale collocazione scenografica è di grande fascino e si presta allo svolgimento di vari eventi pubblici e culturali. Il castello svevo è uno dei più importanti e meglio leggibili tra i castelli federiciani[33], dichiarato Monumento Nazionale con il R.D. 27 ottobre 1936, n. 2091[34], attualmente è museo statale afferente al Ministero della Cultura. La città antica è ricca di chiese e monasteri, oltre che di palazzi storici. La chiesa di Ognissanti (anche detta dei Templari), le chiese di San Francesco, di Sant'Andrea[35] e di San Giacomo sono interessanti architetture in stile romanico. Altri luoghi di grande interesse sono Il porto turistico, la villa comunale, raro esempio di giardino sul mare, e il lungomare che va dal centro al medievale monastero di Colonna.
- Piacevole è Bisceglie, località balneare nota per i suoi dolmen. Da visitare anche la concattedrale di San Pietro Apostolo.
- Canosa di Puglia, antico centro prima dauno, poi romano, ove sono situati numerosi siti archeologici (circa 20) di rilievo e relativi a molte epoche, come il ponte sull'Ofanto, la basilica di San Leucio, il battistero di San Giovanni, le terme di Canosa antica, l'acropoli e i diversi ipogei di epoca pagana. Nell'era precristiana Canosa fu uno dei maggiori e più floridi insediamenti dell'Apulia, grazie anche alla posizione geografica particolare. In un mausoleo accanto alla Cattedrale romanico-bizantina giace il principe Boemondo I d'Antiochia.
- La città di Margherita di Savoia possiede le famose terme e le saline più grandi d'Europa.
- Nel territorio di San Ferdinando di Puglia è da visitare il Museo Civico, che ospita una mostra permanente di usanze e cultura sanferdinandese. Da vedere l'antica posta di San Cassano, che è il palazzo più antico di San Ferdinando assieme alla chiesetta dei Santi Medici.
- A Trinitapoli, il solo centro della provincia con radici culturali daune, è possibile visitare il sito degli Ipogei (Parco Archeologico degli Ipogei) ed il Museo Civico di Trinitapoli che conserva alcuni reperti della zona risalenti al II millennio a.C. (età del bronzo). Da vedere anche il centro storico casalino, il Duomo di Santo Stefano protomartire, il Santuario della Beata Maria Vergine di Loreto, chiesa del Cristo Lavoratore, chiesa della Santissima Trinità, chiesa di San Giuseppe, parrocchia dell'Immacolata (dove si può salire sul campanile e ammirare Trinitapoli dall'alto), fare una passeggiata in bici sulla pista ciclabile Trinitapoli Mare che costeggia le vasche delle saline di Margherita di Savoia e immergersi nella natura nel Parco Naturale della Zona Umida
- Parte del territorio della nuova provincia (nei comuni di Andria, Minervino Murge e Spinazzola) rientra nel Parco nazionale dell'Alta Murgia.

## Infrastrutture e trasporti

### Strade
- Autostrada A14 Bologna-Taranto - caselli di Canosa, Andria-Barletta e Trani;
- Strada statale 16 Adriatica, che funge da tangenziale per le città di Barletta, Trani, Bisceglie e San Ferdinando di Puglia collegandole con Bari e Foggia;
- Strada statale 93 Appulo Lucana, partendo da Barletta collega la città con Potenza.
- Strada provinciale 3 della Murgia Centrale (Ex SR 6), che collega il casello autostradale di Canosa di Puglia con le città di Minervino Murge e Spinazzola.
- Strada provinciale 231 Andriese-Coratina (Ex SS 98), che collega la città di Andria con Bari, passando per Corato, Ruvo di Puglia, Terlizzi e Bitonto.

### Ferrovie
Le principali ferrovie della provincia sono due:
- la linea Adriatica, appartenente a Rete Ferroviaria Italiana.
- la linea Barletta-Bari, appartenente alle Ferrovie del Nord Barese.

La principale stazione della provincia è quella di Barletta, principale punto di snodo delle ferrovie RFI, Ferrovie Nord Barese e ferrovia Barletta-Spinazzola.
Dalla stazione di Barletta si diparte la ferrovia Barletta-Spinazzola, che congiunge i comuni di Canosa e Minervino Murge e l'antica stazione di Canne della Battaglia con Barletta e Spinazzola. All'interno della Provincia di Barletta-Andria-Trani le stazioni della ferrovia Adriatica sono:
- Stazione di Trinitapoli-San Ferdinando di Puglia
- Stazione di Margherita di Savoia-Ofantino (dismessa dal 2013) da cui si diramava la ferrovia Margherita di Savoia Ofantino-Margherita di Savoia, soppressa il 1º gennaio 1986
- Stazione di Barletta
- Stazione di Trani
- Stazione di Bisceglie

Le stazioni della ferrovia Barletta-Spinazzola sono:
- Stazione di Canne della Battaglia
- Stazione di Canosa di Puglia
- Stazione di Minervino Murge

Le stazioni della ferrovia Barletta – Bari (FT) rientranti nella provincia sono:
- Stazione di Barletta Centrale
- Stazione di Barletta Scalo
- Stazione di Andria Sud
- Stazione di Andria

### Porti
Nella provincia è presente il porto di Barletta, il quale ospita traffico industriale e traghettuale per servizio passeggeri.

## Comuni
Appartengono alla provincia di Barletta-Andria-Trani i seguenti 10 comuni (in grassetto le città capoluogo):
| #      | Stemma | Comune                   | Residenti | Superficie (km²) | Densità (ab/km²) | Altitudine (m s.l.m.) | Coordinate            | Sindaco                                                                          | Frazioni |
| ------ | ------ | ------------------------ | --------- | ---------------- | ---------------- | --------------------- | --------------------- | -------------------------------------------------------------------------------- | --- |
| 1      |        | Andria                   | 96.838    | 402,89           | 243,09           | 151                   | 41°13′54″N 16°18′30″E | Giovanna Bruno (centro-sinistra) dal 13-10-2020                                  | Castel del Monte, Montegrosso, Troianelli, Punta di bosco spirito, Citulo, Posta di Grotte, Petrone, Le Palombe |
| 2      |        | Barletta                 | 92.226    | 149,35           | 622,20           | 15                    | 41°19′N 16°17′E       | Cosimo Cannito (centro-destra) dal 12-06-2022                                    | Canne, Fiumara, Montaltino                                                                                      |
| 3      |        | Trani                    | 54.665    | 103,41           | 533,55           | 7                     | 41°16′N 16°25′E       | Amedeo Bottaro (centro-sinistra) dal 23-9-2020                                   | Capirro |
| 4      |        | Bisceglie                | 53.501    | 69,25            | 785,47           | 16                    |                       | Angelantonio Angarano (coalizione civica) dal 24-6-2018                          | |
| 5      |        | Canosa di Puglia         | 27.960    | 149,53           | 191,06           | 117                   |                       | Vito Malcangio (Centro-destra) dal 13-6-2022                                     | Loconia |
| 6      |        | Trinitapoli              | 13.831    | 147,62           | 94,95            | 20                    |                       | Emanuele Losapio (Rinascita Trinitapolese) dal 22-9-2020                         | Santa Chiara |
| 7      |        | San Ferdinando di Puglia | 13.589    | 41,82            | 330,03           | 68                    |                       | Salvatore Puttilli (Costruiamo insieme) dall'11-6-2017                           | San Samuele di Cafiero                                                                                          |
| 8      |        | Margherita di Savoia     | 11.214    | 36,35            | 310,94           | 1                     |                       | Bernardo Lodispoto (lista civica Margherita Migliore) dal 10-6-2018              | Torre Pietra, Orno                                                                                              |
| 9      |        | Minervino Murge          | 8.238     | 255,39           | 32,92            | 429                   |                       | Maria Laura Mancini (lista civica di centro-destra SìAmoMinervino) dal 5-10-2021 | |
| 10     |        | Spinazzola               | 5.945     | 182,64           | 33,65            | 435                   |                       | Michele Patruno (lista civica di centro-destra) dal 5-10-2021                    | |
| TOTALE | TOTALE | TOTALE                   | 378.007   | 1.538,68         | 248,70           |                       |                       |                                                                                  | |

Le statistiche si basano sui dati del bilancio demografico ufficiale ISTAT Archiviato il 6 ottobre 2021 in Internet Archive., aggiornati al 30 giugno 2022.